# سیارک ۲۴۰۷۰
سیارک ۲۴۰۷۰ (به انگلیسی: 24070 Toniwest، نامگذاری:1999TH173) بیست و چهار هزار و هفتادمین سیارک کشف شده‌است که در ۱۰ اکتبر ۱۹۹۹ کشف شد.
قدر مطلق سیارک برابر ۱۰.۷ است.